# 圣热内-马利福
圣热内-马利福（法語：Saint-Genest-Malifaux，法語發音：[sɛ̃ ʒənɛ malifo]）是法国卢瓦尔省的一个市镇，位于该省南部，属于圣艾蒂安区。

## 地理
圣热内-马利福（45°20'24"N, 4°25'11"E）面积47.08 平方千米，位于法国奥弗涅-罗讷-阿尔卑斯大区卢瓦尔省，该省份为法国中南部省份，北起顺时针与索恩-卢瓦尔省、罗讷省、伊泽尔省、阿尔代什省、上盧瓦爾省、多姆山省和阿列省接壤。
与圣热内-马利福接壤的市镇（或旧市镇、城区）包括：拉韦尔萨讷、容济约、马勒、普朗富瓦、拉里卡马里、圣艾蒂安、圣雷吉斯迪宽、圣罗曼莱萨特、塔朗泰斯。

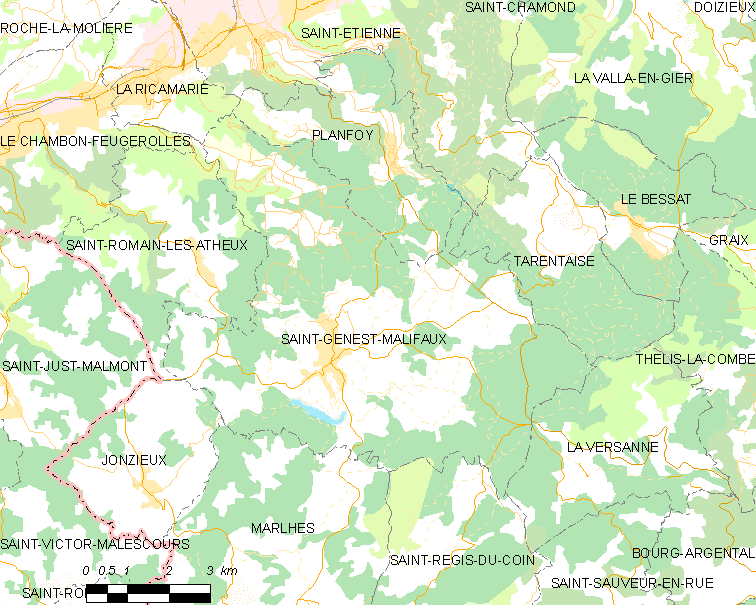
圣热内-马利福的OSM定位图

圣热内-马利福的时区为UTC+01:00、UTC+02:00（夏令时）。

## 行政
圣热内-马利福的邮政编码为42660，INSEE市镇编码为42224。

## 政治
圣热内-马利福所属的省级选区为勒皮拉县。

## 人口

1962-2008年间圣热内-马利福人口变化图示

圣热内-马利福于2022年1月1日时的人口数量为2912人。